# Хардангерский мост
Хардангерский мост ( норв. Hardangerbrua, англ. Hardanger Bridge) — висячий мост, переброшенный через Хардангер-фьорд на юго-западе Норвегии. Он пришёл на смену паромному сообщению, став частью кратчайшего пути между Осло и Бергеном. Мост является самым длинным в Норвегии.

## История
Строительство было начато в феврале 2009 года, мост открыт в августе 2013 года. Инженерная часть проекта осуществлена Statens Vegvesen, Veidirektoratet.  Стальная плита моста изготовлена в Китае шанхайской машиностроительной компанией Чжэньхуа. Кабели и опоры были изготовлены в Великобритании англ. Goodwin Steel Castings Ltd. Проект стоил 2,3 млрд норвежских крон (€290 млн)

## Конструкция
- Длина моста — 1380 м; длина главного пролёта - 1310 м. 
  - Мост имеет один из самых длинных пролётов в мире (№ 12 - в мире и № 1 — в Норвегии).
- Высота моста над уровнем моря составляет 55 м, конструктивная высота — 200,5 м.
- Мост имеет две полосы движения. Мост также поделён и на проезжую часть, и на велодорожку/тротуар.

Небольшая разница между длиной моста (1380 м) и пролёта (1310 м) объясняется тем, что фьорд очень глубокий и берега его обрывистые, поэтому опоры должны стоять на берегу. Кроме того, к берегам подходят отвесные скалы. По обе стороны дорога входит в туннели прямо с моста. Максимальная глубина воды в районе моста составляет около 500 м; высота гор, окружающих фьорд, около 1200 м.

## Галерея
|  |  |  |